# ماهو توايس؟
ماهو توايس؟ (تُكتب WHAT'S TWICE?) هو أول أسطوانة مطولة تجميعية لفرقة الفتيات توايس، تم إصداره حصريًا في اليابان بتاريخ 24 فبراير 2017، يضم أغاني أربع من إصداراتهم الأسطوانات المطولة الثلاث القصة تبدأ (2015)، الصفحة الثانية (2016) ، توايسكوستر: لاين 1 (2016).

تم إصداره كترويج لإعلان توايس لاحقًا في 24 فبراير 2017 عن ظهورهم الأول في اليابان بتاريخ 27 يونيو، . ألبومهم الياباني الأول #توايس، تم إصدار في 28 يونيو 2017، وهو ألبوم تجميعي لنسخة باللغة اليابانية لأغانيهم الكورية التي تم إصداراها سابقًا.، أحتل #توايس المرتبة 2 في مخطط أوريكون، وتلقى شهادة من رابطة صناعة التسجيلات اليابانية (RIAJ) لبيعه 250,000 نسخة.

## المخططات
| مخطط (2017)                        | المرتبة |
| ---------------------------------- | ------- |
| Japan Hot Albums (بيلبورد اليابان) | 16      |

## الأغاني
| 1. | "Like Ooh-Ahh" | 3:35 |
| 2. | "Cheer up"     | 3:28 |
| 3. | "Touchdown"    | 3:22 |
| 4. | "TT"           | 3:32 |